# Ташаньский парк
Ташаньский парк (укр. Ташанський парк) — парк-памятник садово-паркового искусства общегосударственного значения, расположенный в Бориспольском районе Киевской области (Украина).
Площадь — 144 га.

## История
Парк был основан в 1775 году русским графом Петром Румянцевым-Задунайским у замка, расположенного на склоне реки Супой. При СССР замок был демонтирован, а в других помещениях садово-паркового комплекса были размещены административные и культурных заведения, а с 1980-х годов был в ведении Студениковского лесничества и Ташаньского сельсовета. Парк стал местом проведения культурно-массовых мероприятий и праздников. Киностудией им. А. Довженка в парке была снята экранизация пьесы Лесная песня.
Указом Президента Украины от 20 августа 1996 года № 715/96 парку был присвоен статус парк-памятник садово-паркового искусства общегосударственного значения.
Сейчас парк находится в упадочном состоянии. Деятельность лесничества не регулирует природоохранный режим объектаː парку не оказывается надлежащий уход по охране и уходу.

## Описание
Природоохранный объект создан с целью охраны и сохранения садово-паркового ландшафта типичного для лесостепи. Парк расположен на квадратах 82-84 Студениковского лесничества на территории Ташаньской сельской общины — долина (правобережная часть) реки Супой и примыкает к юго-восточной части села Ташань. Рельеф парка расчленён ярами и балками. В парке расположена группа прудов, выкопанные в 1901, 1902 и 1903 годах.
Ближайший населённый пункт — село Ташань, города — Переяслав, Яготин.

## Природа
При князе Горчакове в парке были посажены пирамидальные дубы, клёны канадские серебристые, гледичии, веймутовы и крымские сосны, амурские бархаты, серебристые ели, каштаны обыкновенные, и съедобные, а также туя обыкновенная, берёза повислая, граб, клён остролистный, вяз малый (берест), ольха, дуб черешчатый, акация белая, акация жёлтая, бересклет, сосна обыкновенный, ель обыкновенная. Равнинная часть парка была засажена преимущественно каштаном и липой, склоны балок — ольхой.
Растительность парк насчитывает свыше 300 видов и форм деревьев и кустарников. В парке есть множество дубов возрастом свыше 300 лет.